# Добромирово јеванђеље
Добромирово јеванђеље је један од најстаријих сачуваних ћириличних четворојеванђеља, рукопис који датира из почетка Ⅻ века.
Сачувани листови чувају се у три  библиотеке: Руска национална библиотека – бивша Јавна библиотека у Санкт Петербургу (183 л.), сигн ЉнИ 55; налазе се у библиотеци манастира Свете Катарине на Синају (библ. ознака 43 (23 л.) и 7/Н (9 л.), где се, заправо, цео рукопис чувао до друге половине 9. века. ДДва листа се налазе у Народној библиотеци у Паризу, (сигн. 65). То значи да је од Добромировог јеванђеља до сада пронађено 217 пергаментних листова, названих по напомени на страни 121 на крају Јеванђеља по Луки да је рукопис написао поп Добромир, а довршио други писар. Ћирилична слова Добромировог јеванђеља по свом општем утиску подсећају на глагољицу, а по језичким особеностима писана је у оквиру Охридске књижевне школе. Кодексот е особено значаен по тоа што претставува премин од канонските старословенски текстови во т.н. црковнословенски.
То значи да је у Добромировом јеванђељу сада пронађено 217 пергаментних листова, названих по напомени на страни 121 на крају јеванђеља по Луки да је рукопис написао папа Добромир, а довршио други писар. слова Добромировог јеванђеља по свом општем утиску подсећају на глагољицу, а по језичким особеностима писана је у оквиру Охридске књижевне школе. Кодекс је посебно значајан по томе што представља прелаз из канонских старословенских текстова у црквенословенски .